# مملكة يورفيك
يورفيك أو يورك الإسكندانافية، مصطلح يستخدمه المؤرخون للإشارة إلى منطقة جنوب نورثمبريا (يوركشاير اليوم) خلال القرن التاسع والنصف الأول من القرن العاشر، حين كان يهيمن عليها المحاربون النورديون أو الفايكنج، وبشكل خاص يستخدم هذا المصطلح ليدل على مدينة يورك التي حكمها ملوك هؤلاء المحاربين.

## التاريخ
دُفن ملك الفايكنج جوثريد في كاتدرائية يورك، في إشارة إلى أنه ورئيس الأساقفة قد توصلوا إلى إقامة دائمة. يبدو أن جميع عملات الفايكنج قد انبثقت من دار سك العملة في يورك، وهي علامة على المكانة الفريدة للمدينة في نورثمبريا كجاذب اقتصادي. تم تأكيد أهمية يورك كمقر لنورثومبريا عندما توجه أمير الحرب الاسكندنافي، غوثروم، إلى شرق أنجليا، بينما استولى هالفدان راجنارسون على السلطة عام 875.
بين عامي 1070 و1085، كانت هناك محاولات عرضية من قبل الفايكنج الدنماركيين لاستعادة مملكة يورفيك. ومع ذلك، لم تتحقق هذه المحاولات في عودة المملكة.